# بازار گنجعلی خان
بازار گنجعلی خان یکی از بناهای مجموعه گنجعلی خان در شهر کرمان است. گنجعلی بیک ملقب به گنجعلی خان از حاکمان کرمان در زمان شاه عباس بود که کارهای عمرانی مهمی در کرمان انجام داده‌است. بازار گنجعلی خان، به عنوان زیرمجموعه‌ای از مجموعه گنجعلی خان، نمونه ای عالی از آثار معماری عصر صفوی در کرمان است.
این بازار در حدفاصل چهارسوق و بازار اختیاری و ضلع شمالی میدان گنجعلی‌ خان واقع شده‌است. در ضلع جنوبی این بازار، حمام تاریخی و زیبای گنجعلی‌ خان و مغازه‌ها قرار گرفته‌اند. در ضلع شمالی آن نیز ۱۶ طاق‌نما رو به میدان گنجعلی خان طراحی و ساخته شده‌است که منظری زیبا دارند.
طول این بازار نزدیک به ۹۳ متر و عرض آن ۷/۷۵ متر است و جمعاً ۵۳۴/۷۵ مترمربع مساحت دارد.

## نگارخانه

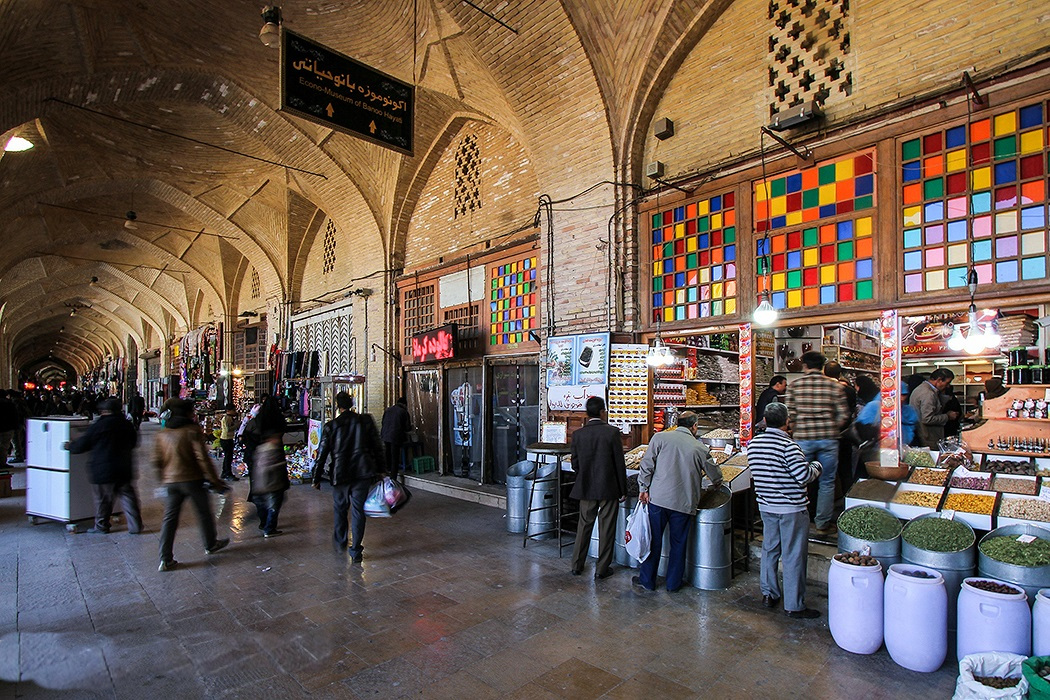
بازار جنوبی
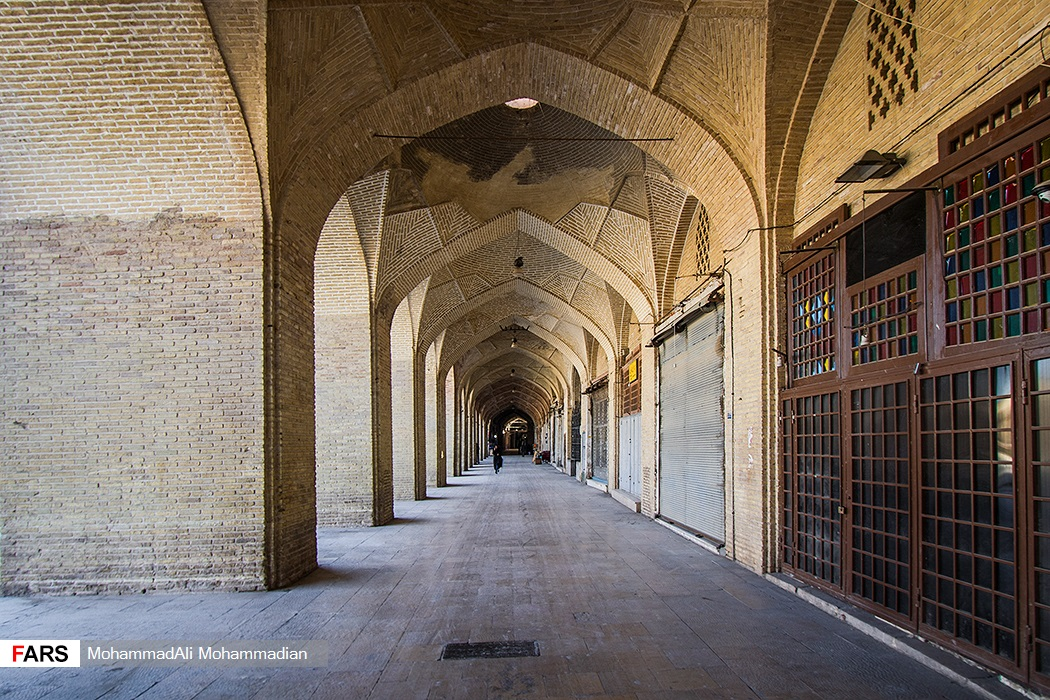
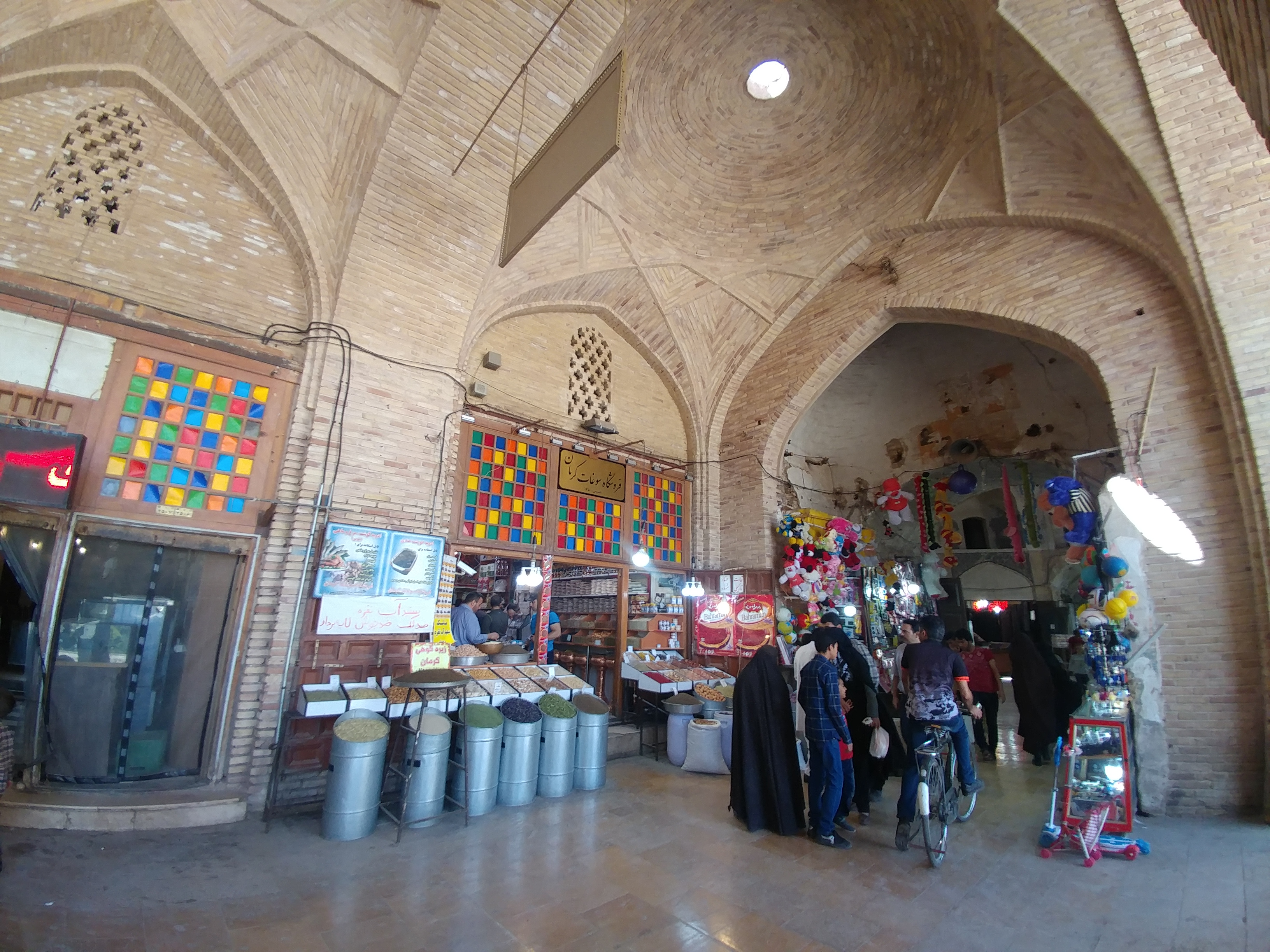
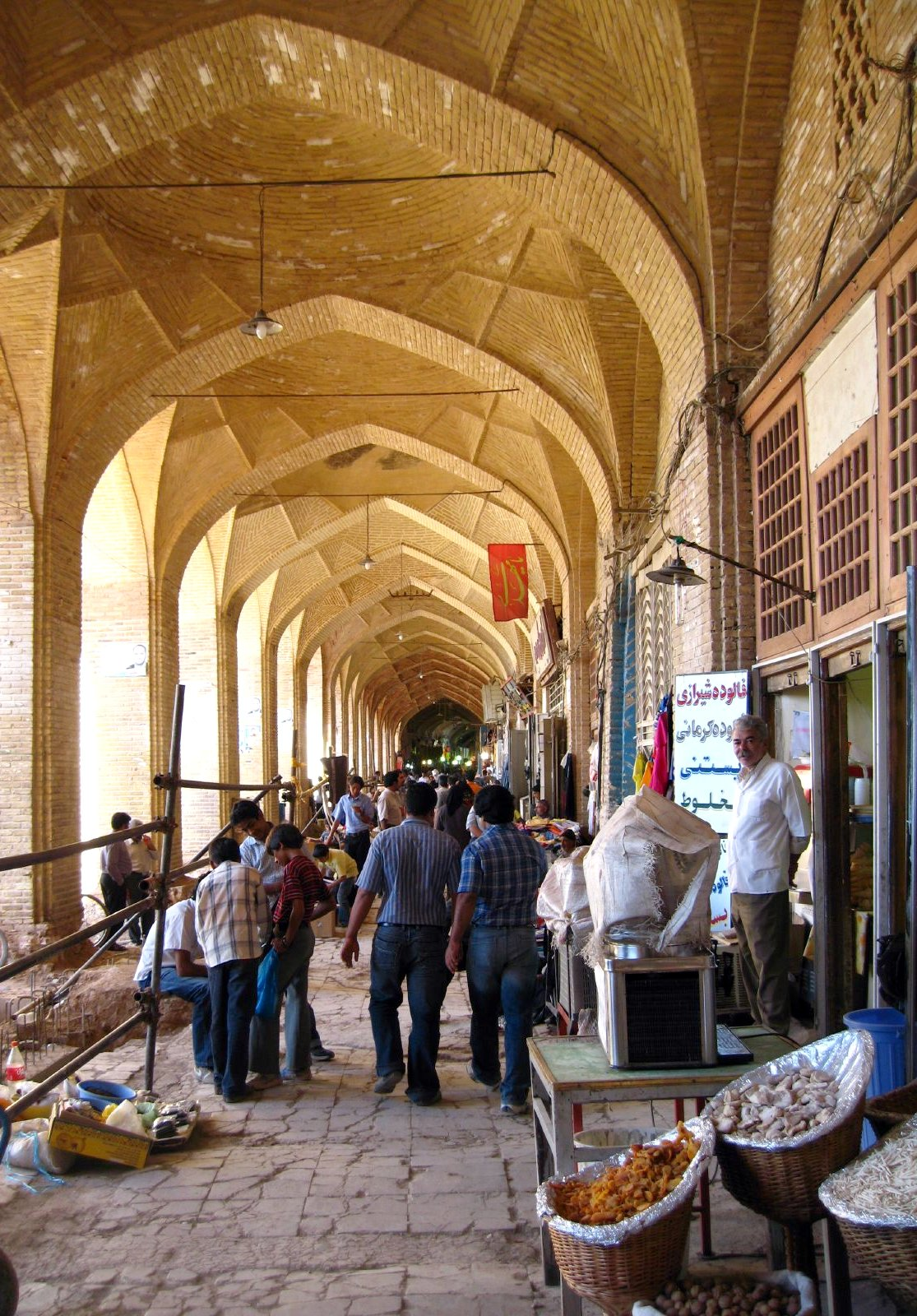
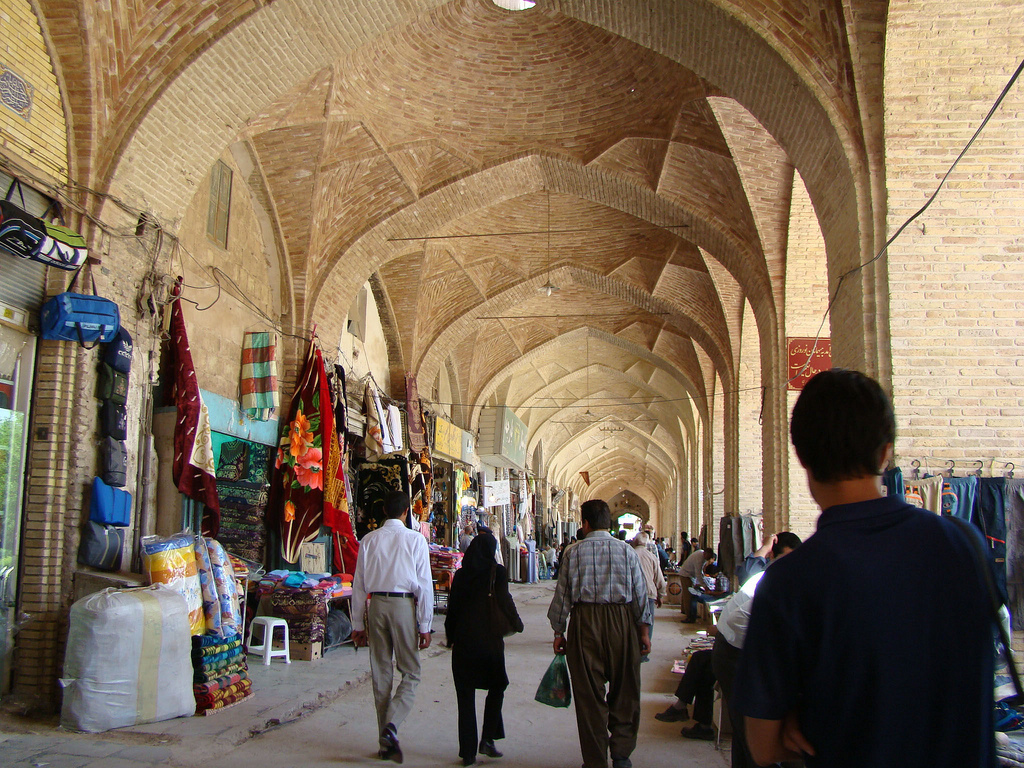
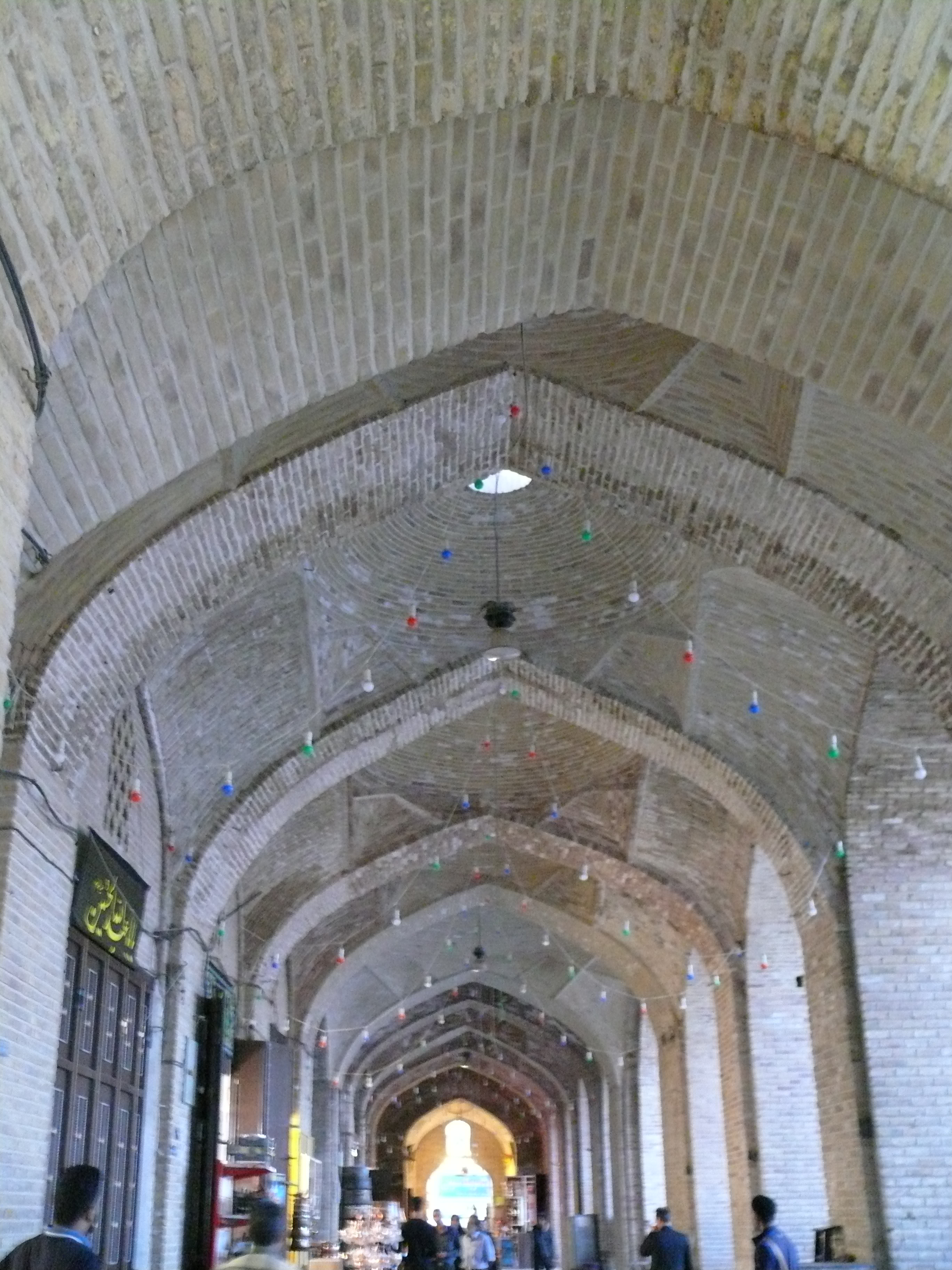
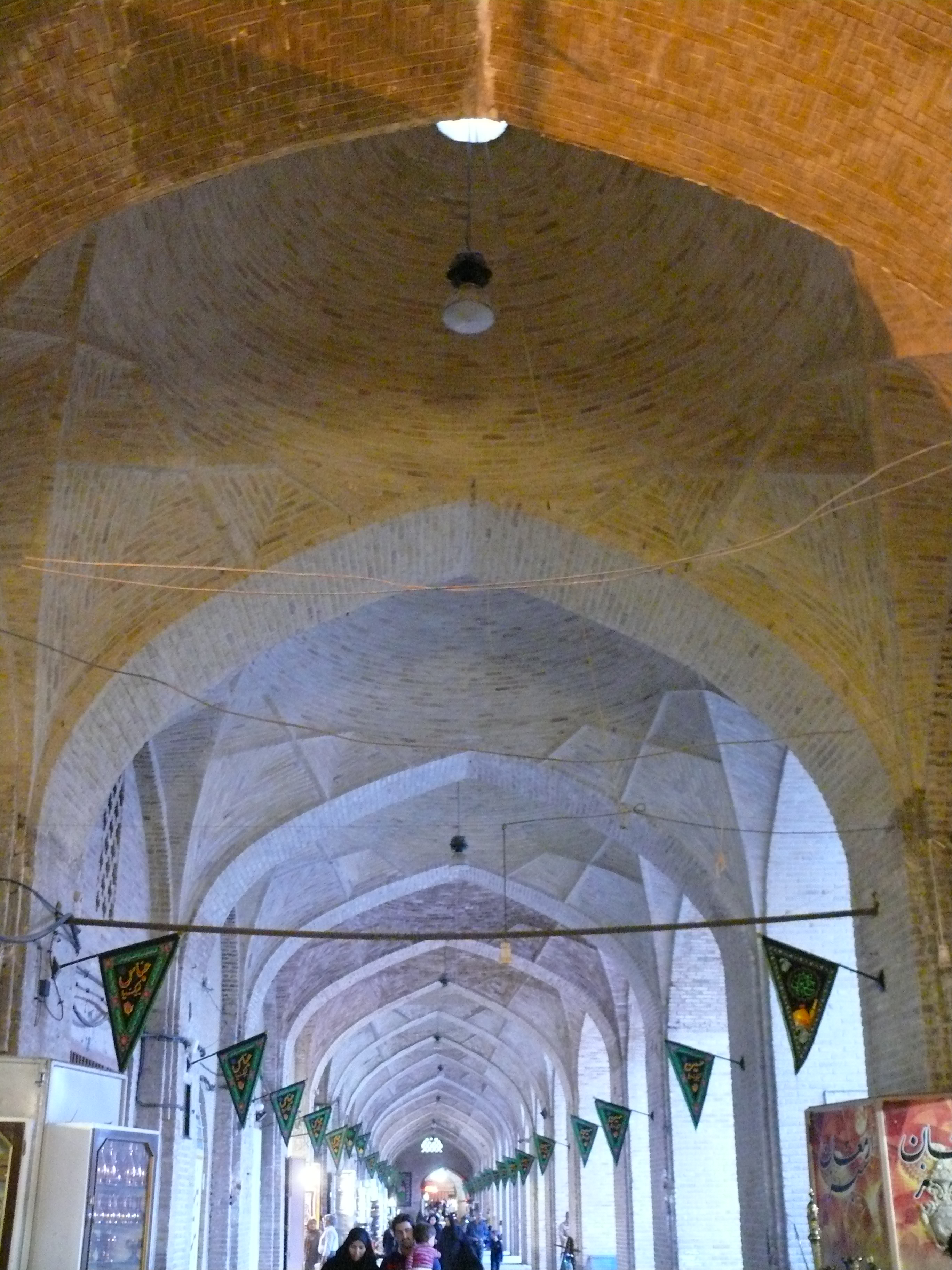
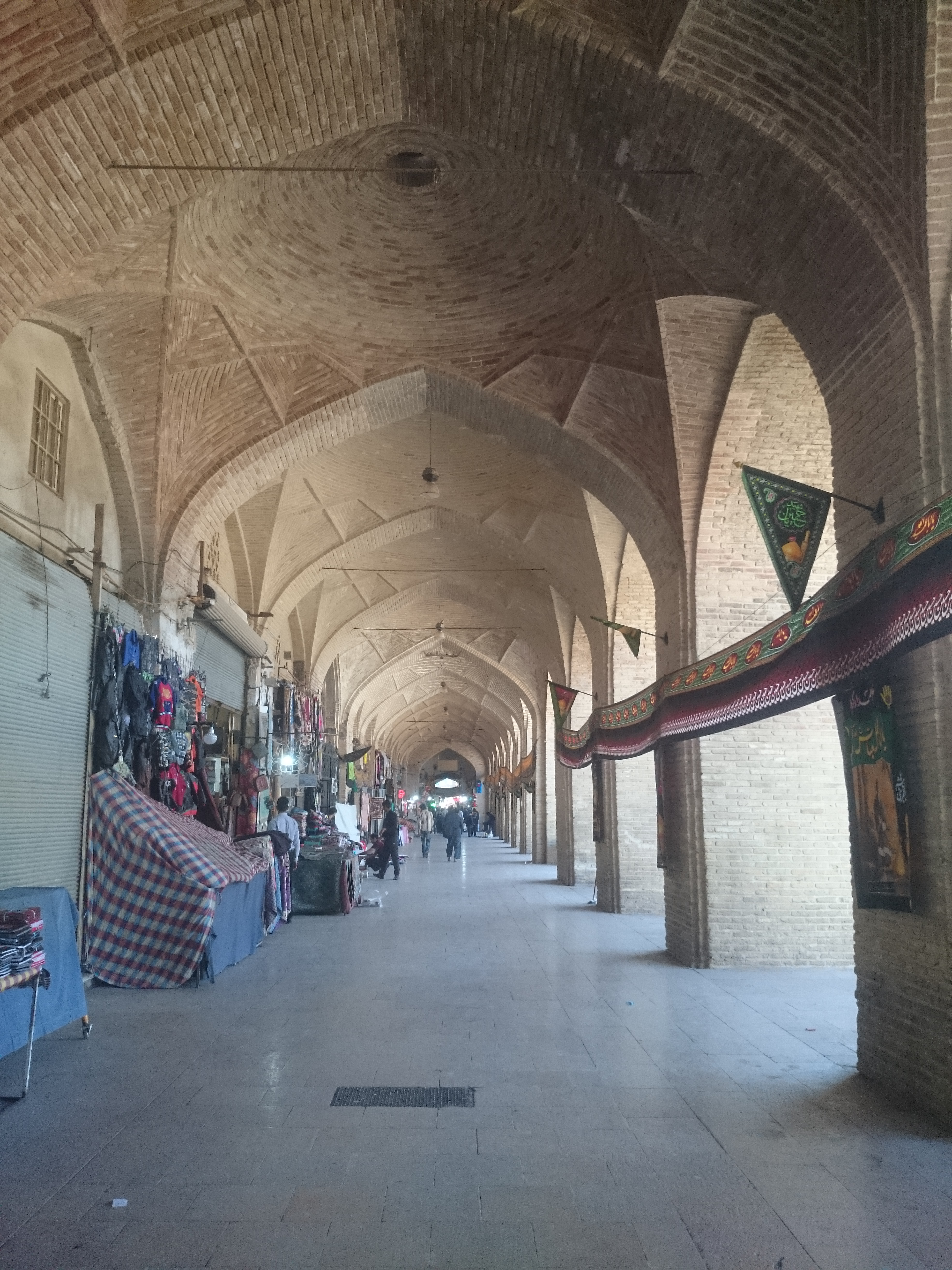
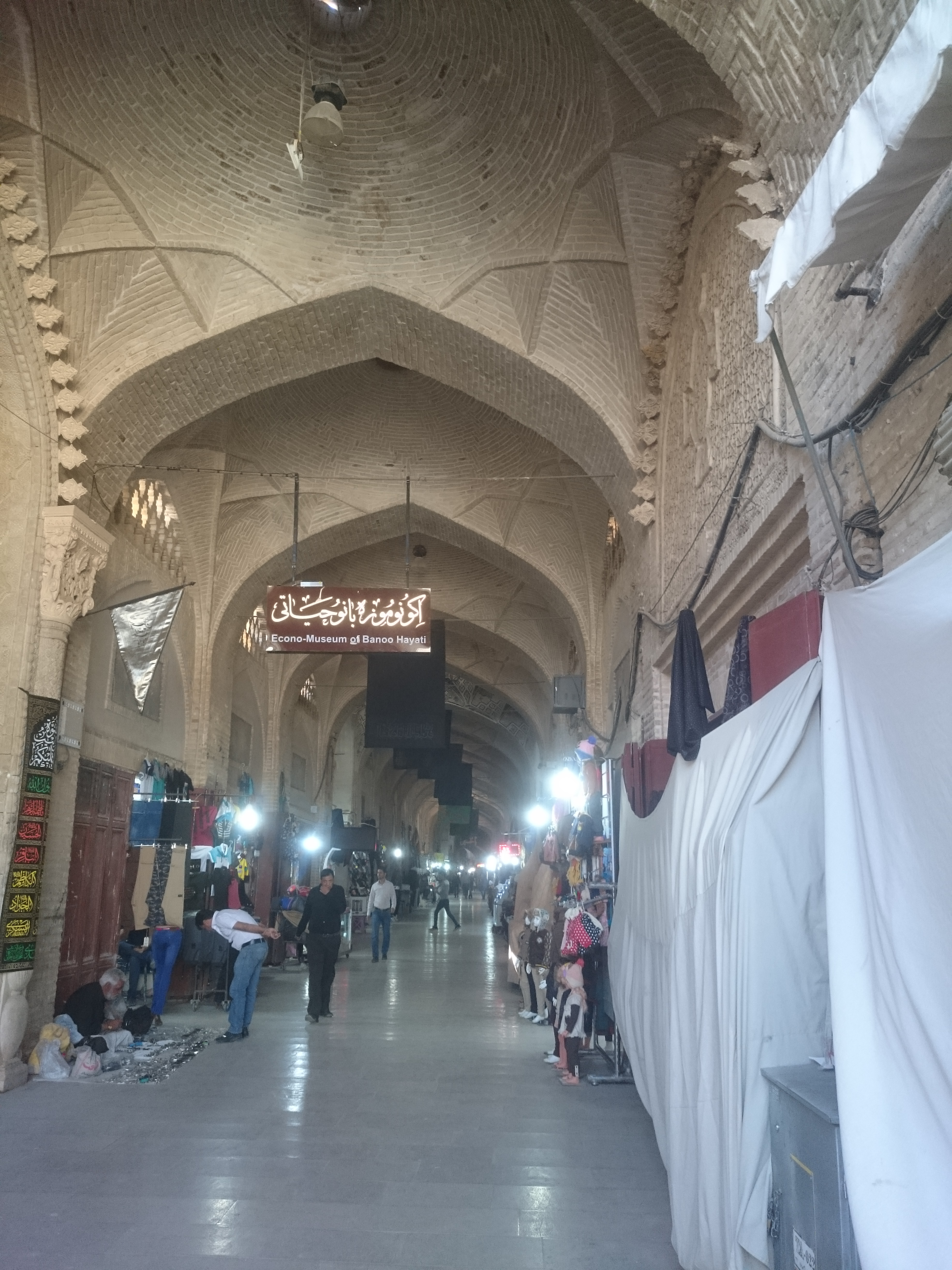